# Moree (Australie)
Pour les articles homonymes, voir Morée.
Moree est une ville australienne située dans la zone d'administration locale de Moree Plains, dont elle est le siège, en Nouvelle-Galles du Sud.

## Géographie
La ville est située sur les rives de la Mehi, dans le nord-est de la Nouvelle-Galles du Sud, et est traversée par la Newell Highway et la Gwydir Highway. Elle se trouve à 640 km au nord-ouest de Sydney et à 480 km au sud-ouest de Brisbane.
L'économie de la région est basée sur la culture du coton.
La ville dispose de sources chaudes artésiennes.

## Démographie
| Année | Population |
| ----- | ---------- |
| 2011  | 7 720      |
| 2016  | 7 383      |
| 2021  | 7 070      |

En 2021, 24,3 % de la population de Moree est aborigène.
75,7 % de la population déclare ne parler que l'anglais à la maison, alors que 0,4 % de la population déclare parler le cantonais, 0,3 % le serbe, 0,3 % le fidjien, 0,3 % le gamilaraay.

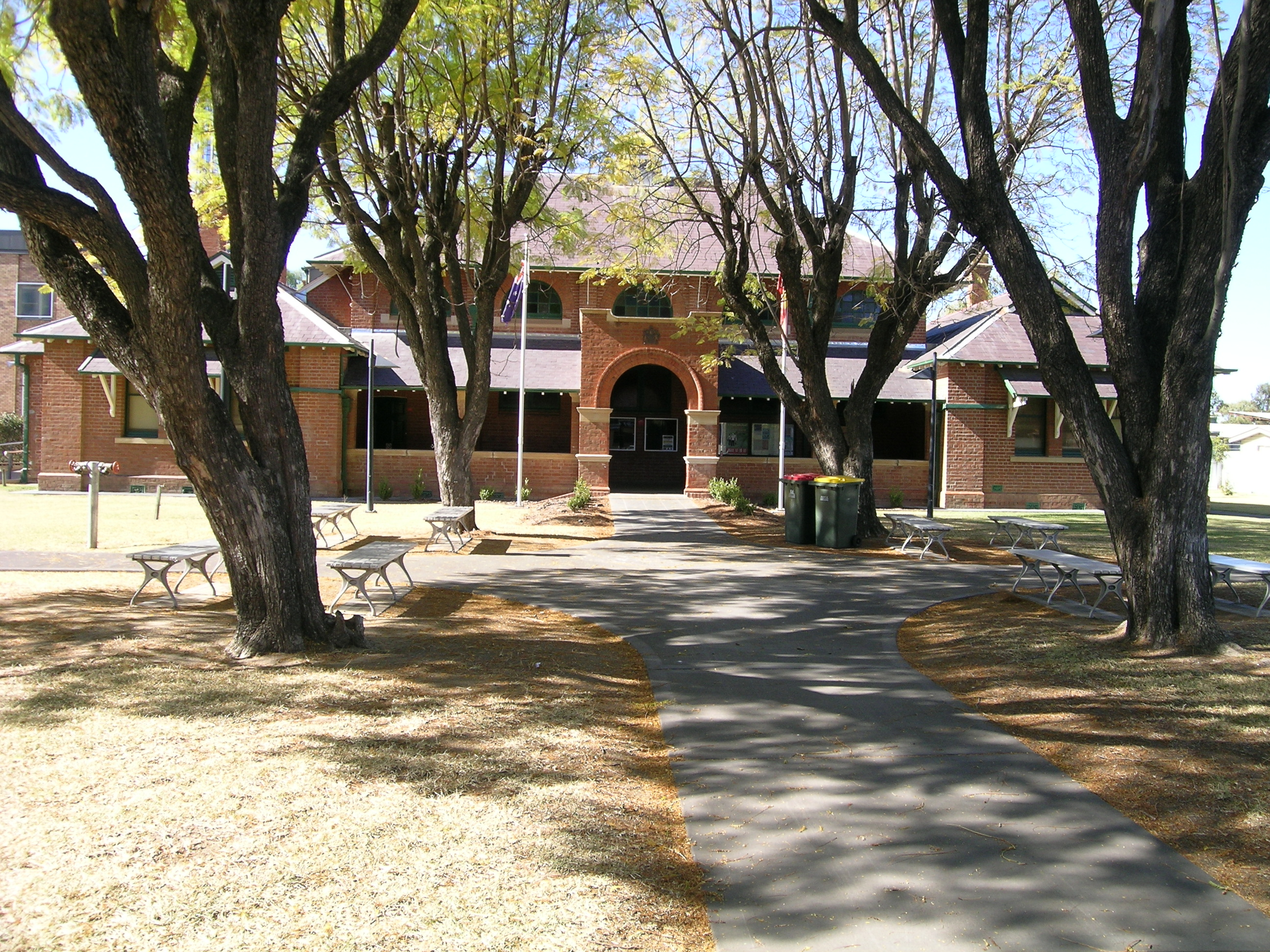
Le palais de justice
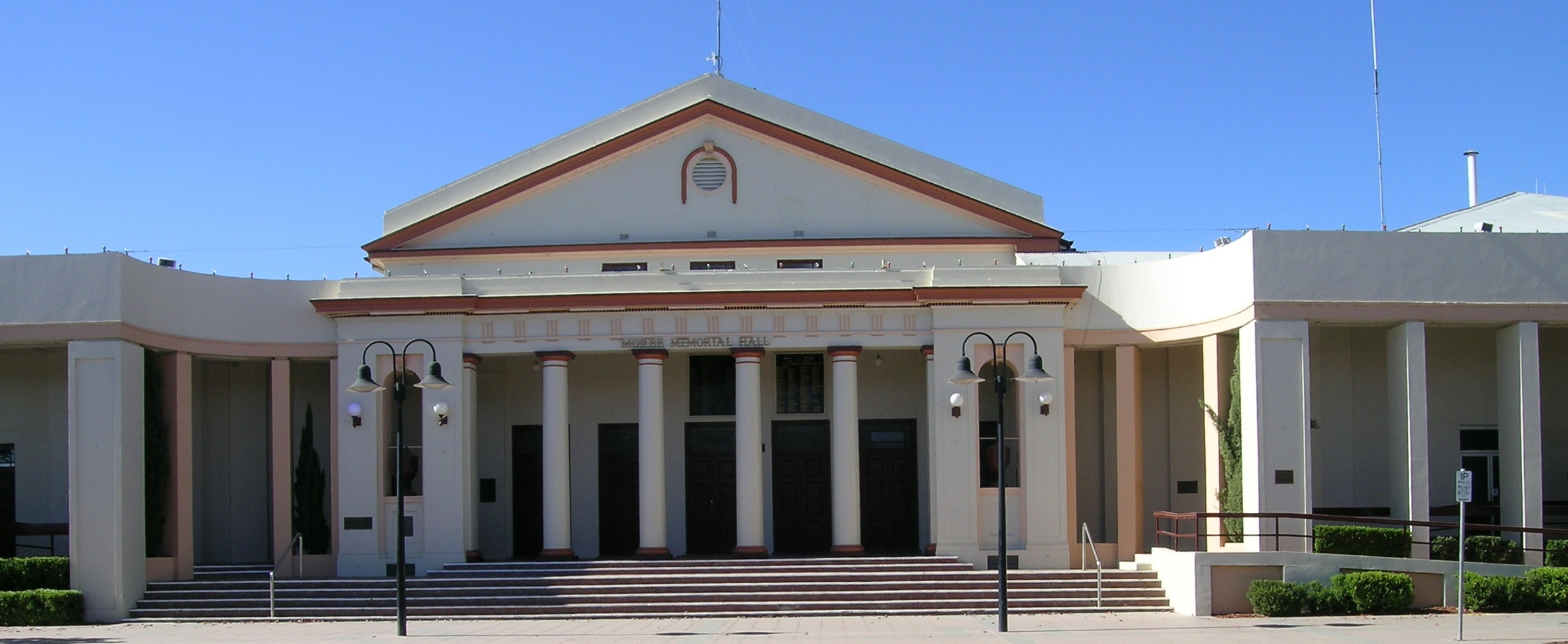
Le Memorial Hall
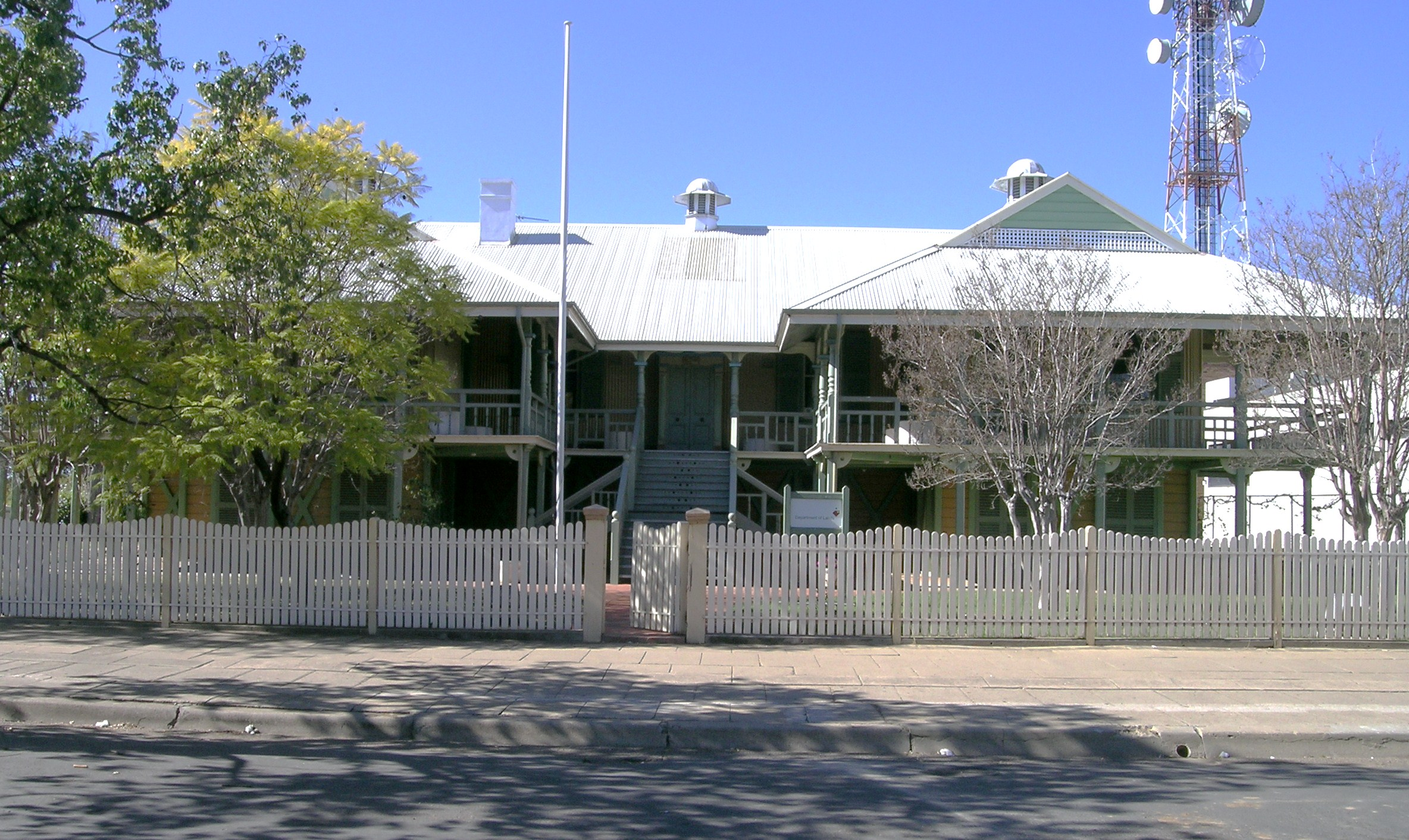